# Chiesa del Santissimo Crocifisso (Siculiana)
La chiesa del Santissimo Crocifisso è la chiesa madre di Siculiana.
La chiesa è di costruzione barocca ad unica navata con cupola su tamburo ottagonale dove si venera il Crocifisso Nero, patrono di Siculiana.